# Peter Pollák
Peter Pollák (ur. 20 kwietnia 1973 w Lewoczy) – słowacki polityk i nauczyciel akademicki narodowości romskiej, poseł do Rady Narodowej, deputowany do Parlamentu Europejskiego IX kadencji.

## Życiorys
Uzyskał magisterium z polityki społecznej i pracy socjalnej na Uniwersytecie Konstantyna Filozofa w Nitrze. Doktoryzował się na Uniwersytecie Katolickim w Rużomberku. Był zatrudniony jako pracownik społeczny. Został też nauczycielem akademickim na macierzystym uniwersytecie w Nitrze oraz na uczelni Vysoká škola zdravotníctva a sociálnej práce sv. Alžbety w Bratysławie.
W wyborach w 2012 z listy ugrupowania Zwyczajni Ludzie uzyskał mandat posła do Rady Narodowej, który sprawował do 2016. W latach 2012–2016 był też pełnomocnikiem słowackiego rządu do spraw społeczności romskiej.
W 2019 został wybrany na posła do Parlamentu Europejskiego IX kadencji.